# Suite (Poot)
Suite is een compositie voor harmonieorkest van de Belgische componist en lid van de componisten groep De Synthetisten Marcel Poot uit 1940.